# Michael Hochman
Michael Hochman est un mathématicien israélien, professeur à l'Université hébraïque de Jérusalem. 

## Biographie
Il a obtenu un doctorat en 2007 de l'Université hébraïque de Jérusalem, sous la direction de Benjamin Weiss, avec une thèse intitulée Combinatorial Methods in Dynamical Systems.
Il a été conférencier invité au Congrès international des mathématiciens à Rio de Janeiro en 2018 avec une conférence intitulée Dimension theory of self-similar sets and measures.
Il a reçu en 2015 le prix Erdős et en 2018 le prix Michael Brin en systèmes dynamiques pour ses travaux en théorie ergodique et en géométrie fractale.